# نيكون دي 2 اتش
نيكون دي 2 اتش (بالإنجليزية: Nikon D2H)‏ كاميرا احترافية من إنتاج شركة نيكون 4.26 ميجا بيكسل وقد طرحت في السوق في صيف 2003 

## D2Hs
طرحت الإصدار الجديد في السوق في فبراير 2005 
1. ↑  D2H نسخة محفوظة 29 يناير 2018 على موقع واي باك مشين.
2. ↑  Nikon | News نسخة محفوظة 19 يوليو 2017 على موقع واي باك مشين.